# Pherecardia striata
Pherecardia striata är en ringmaskart som först beskrevs av Johan Gustaf Hjalmar Kinberg 1857.  Pherecardia striata ingår i släktet Pherecardia och familjen Amphinomidae. Inga underarter finns listade i Catalogue of Life.